# 萨顿科尔菲尔德火车站
萨顿科尔菲尔德火车站位于英国西米德兰兹郡，为该城的主火车站。萨顿科尔菲尔德是雷迪奇-伯明翰新街站-利奇菲尔德城际线路上的一站，在伯明翰新街站东北方向7.5英里（12.1公里）处。
萨顿科尔菲尔德火车站是一座维多利亚式风格的建筑，由红砖、精美的天花板和柱子构成。共有两个站台，一个有顶棚遮挡，另一个为露天站台。火车站主体建在山上，下方有隧道穿梭。可以经由车站街和铁路到达。

## 历史
萨顿卡尔费尔德车站建于1862年，作为当时由伯明翰始发的铁路线的终点站，建造者是伦敦和西北铁路公司。1884年，该线路向北延伸至利奇菲尔德。1923年众多铁路公司合并之后，该线路由伦敦米德兰和苏格兰铁路管理。
1955年1月23日，一辆从约克郡开往布里斯托尔的快速列车超速行驶，在萨顿科尔菲尔德车站发生脱轨事故。2016年1月23日，一座纪念碑在站前广场落成揭幕，以纪念在事故中丧生的17位遇难者。
自1978年以来，萨顿卡尔费尔德火车站并入新城际路线，由西米德兰兹客运执行委员会赞助运营。西米德兰兹客运也曾计划拆除并重建萨顿卡尔费尔德火车站，就像新城际路线的其它车站那样。然而，当地的抗议活动使得车站保存了下来。
2003年，萨顿卡尔费尔德火车站进行了耗资巨大的翻修工程。翻修过后的车站新增许多服务，翻修工作一直进行到火车站大厅。向南的站台被重新粉刷，木质的售票处被拆除，因为它曾经是破坏公物者的目标，而且也是消防隐患。新的自动售票机设立在站台上，从而缓解了车站大厅售票处的排队压力。同时还新增了商店和候车室。在向北的站台上，更换了小候车室里的座椅。列车时刻表也设立在两个站台上，为乘客提供列车时刻的实时信息。车站内部空间被重新粉刷，大厅的售票处也被扩建。

## 运营服务
列车班次为周一至周六每10分钟一班，周日每30分钟一班。每小时有6班列车向北开往四橡站，其中4班延伸至利奇菲尔德，2班途径利奇菲尔德并开往终点站利奇菲尔德特伦托河谷。每小时有6班列车向南开往长桥站，其中3班通往雷迪奇。星期日的列车覆盖全部路线（始发车和末班车除外）。
自从巴恩特格林至布罗姆斯格罗夫段的电气化工程于2018年夏完工以来，原本向南终到长桥站的3班列车延伸至布罗姆斯格罗夫。
| 前一站 | 铁路线                  | 后一站        |
| ------ | ----------------------- | ------------- |
| 四橡站 | 西米德兰兹铁路 城际列车 | 怀尔德·格林站 |